# Levent Mercan
Levent Mercan (Recklinghausen, 10 december 2000) is een Duits voetballer, die doorgaans speelt als linkervleugelverdediger.

## Clubcarrière
Mercan is een jeugdspeler van PSV Recklinghausen, VfB Hüls, VfL Bochum, Rot-Weiss Essen en werd in 2016 overgenomen door de jeugdwerking van Schalke 04. Op 10 augustus 2019 maakte hij zijn debuut voor het eerste elftal in de bekerwedstrijd tegen SV Drochtersen/Assel. Hij kwam 28 minuten voor tijd Suat Serdar vervangen en wist 11 minuten later het vierde doelpunt te maken. De wedstrijd werd uiteindelijk met 0–5 gewonnen. Een week later maakte hij zijn competitiedebuut in de Bundesliga tegen Borussia Mönchengladbach.
Medio 2021 werd hij voor een seizoen gehuurd door Fatih Karagümrük, dat aan het einde van het seizoen hem definitief overnam. Door zijn goede spel trok hij de aandacht van Turkse topclubs en het was Fenerbahçe, dat hem in 2024 overnam van Fatih Karagümrük.

## Clubstatistieken
| Seizoen | Club               | Competitie | Competitie | Competitie | Beker | Beker | Internationaal | Internationaal | Totaal | Totaal |
| Seizoen | Club               | Competitie | Wed.       | Dlp.       | Wed.  | Dlp.  | Wed.           | Dlp.           | Wed.   | Dlp.   |
| ------- | ------------------ | ---------- | ---------- | ---------- | ----- | ----- | -------------- | -------------- | ------ | ------ |
| 2019/20 | Schalke 04         | Bundesliga | 5          | 0          | 1     | 1     | —              | —              | 6      | 1      |
| 2020/21 | Schalke 04         | Bundesliga | 1          | 0          | 0     | 0     | —              | —              | 1      | 0      |
| 2021/22 | Schalke 04         | Bundesliga | 0          | 0          | 0     | 0     | —              | —              | 0      | 0      |
| 2021/22 | → Fatih Karagümrük | Süper Lig  | 18         | 0          | 4     | 1     | —              | —              | 22     | 1      |
| 2022/23 | Fatih Karagümrük   | Süper Lig  | 29         | 2          | 3     | 0     | —              | —              | 32     | 2      |
| 2023/24 | Fatih Karagümrük   | Süper Lig  | 36         | 1          | 3     | 0     | —              | —              | 39     | 1      |
| 2024/25 | Fenerbahçe         | Süper Lig  | 8          | 0          | 2     | 0     | 0              | 0              | 10     | 0      |
| Totaal  | Totaal             | Totaal     | 97         | 3          | 13    | 2     | 0              | 0              | 110    | 5      |

Bijgewerkt tot en met 10 maart 2025.

## Interlandcarrière
Mercan is een Duits jeugdinternational.